# Castellers de Vilafranca
 (avril 2011).
Si vous disposez d'ouvrages ou d'articles de référence ou si vous connaissez des sites web de qualité traitant du thème abordé ici, merci de compléter l'article en donnant les références utiles à sa vérifiabilité et en les liant à la section « Notes et références ».

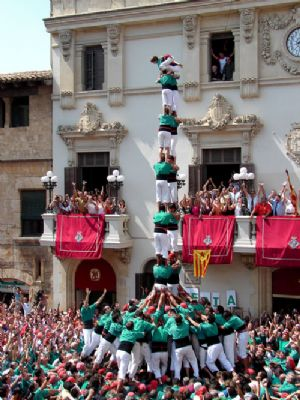
Première torre de nou amb folre carregada de l'histoire, par les Castellers de Vilafranca.

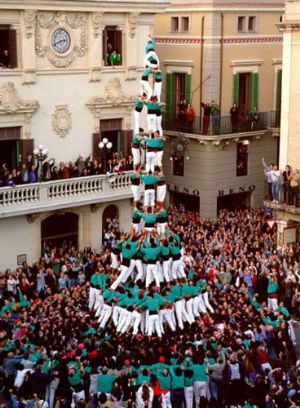
Premier tres de deu amb folre i manilles carregat de l'histoire, par les Castellers de Vilafranca.

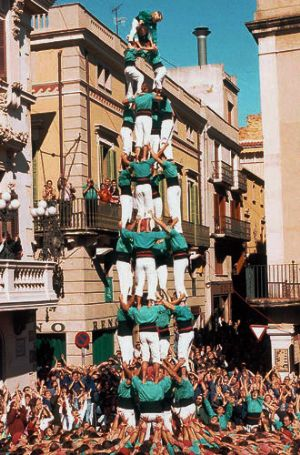
Premier quatre de nou sense folre des Castellers de Vilafranca.

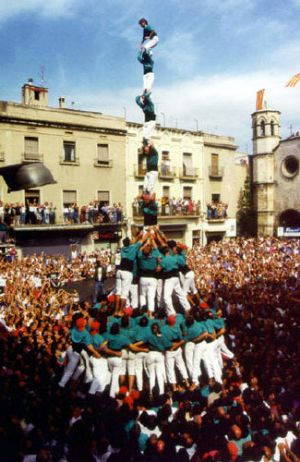
Premier pilar de vuit amb folre i manilles carregat du XXe siècle, par les Castellers de Vilafranca.

Les Castellers de Vilafranca sont une colla castellera catalane qui a pour principal objectif de construire des castells. C'est une organisation sans but lucratif, considérée comme une association d'intérêt public.
L'organisation a été fondée en 1948 à Vilafranca del Penedès, par goût et par tradition. L'enracinement de cette tradition dans cette ville remonte en effet à l'époque du Ball de Valencians (XVIIIe siècle), le précurseur des castells actuels.
L'association regroupe actuellement plus de quatre-cents castellers (personnes qui réalisent des castells), de tous âges, de façon libre et volontaire, sans aucune distinction de type social, politique, culturel ou religieux. Ils se réunissent autour de la même ambition de bâtir ensemble des castells. Ils sont animés de la même volonté de promouvoir les valeurs démocratiques, la coopération et le travail en équipe, l'esprit de dépassement en toute occasion et de continuer à être au sommet du monde des castells. Le siège social des Castellers de Vilafranca se situe au Cal Figarot, Casa Via Raventós, une propriété acquise en 1983.
Les Castellers de Vilafranca comptent parmi les organismes les plus importants et rayonnants de Vilafranca del Penedès. Ils ont représenté le pays et la culture catalane à de multiples occasions à l'étranger. Ils peuvent compter sur le soutien de plus de cinq-cents adhérents et sur la collaboration de plusieurs institutions publiques et privées. Outre leurs performances castelleres s’étalant tout au long de l'année, et plus particulièrement entre les mois d'avril et de novembre, ils organisent d'autres activités, culturelles, sportives, éducatives, sociales et gastronomiques ouvertes à tous.
Leur contribution à la culture populaire catalane et à la vie associative depuis leur création a été récompensée à double titre : d'une part par la municipalité de Vilafranca del Penedès qui leur  concédera la Medalla de la Vila (Médaille de la municipalité), et d'autre part par l'autorité régionale (la Generalitat de Catalunya), qui leur accordera la Creu de Sant Jordi (Croix de Saint George) en 1993.

## Glossaire
Les castells utilisent un vocabulaire spécifique en catalan. Une série d'expressions très usitées mais par définition intraduisibles permettra au lecteur averti de nous suivre.

### Généralités sur la dénomination
Les castells se décrivent grâce à deux nombres : le premier décrit le nombre de personnes par étage de la construction, le deuxième indique le nombre d'étages.
Exemple : Tres de vuit (3 de 8) : trois personnes par étage dans une construction de huit étages.

### Les différentes formes decastells
Selon le nombre de personnes par étage, la construction peut être :
- Pilar de… : une personne par étage (pilier).
- Torre de… : deux personnes par étage (tour).
- Tres de… : trois personnes par étage.
- Quatre de… : quatre personnes par étage.
- Cinc de… : cinq personnes par étage.
- Quatre de… amb l’agulla : quatre personnes par étage avec un pilar de plusieurs étages au milieu du castell principal.

Selon le nombre d'étages, la dénomination suivante est utilisée :
- Sis : six étages de haut.
- Set : sept étages de haut.
- Vuit : huit étages de haut.
- Nou : neuf étages de haut.
- Deu : dix étages de haut.

Lorsqu'une construction est très haute et/ou a très peu de personnes par étage, elle a besoin d'un support additionnel à la base pour soutenir le castell. Très souvent, le nom des bases est aussi inclus dans la dénomination de la construction. Les trois bases typiquement utilisées pour les castells sont:
- Pinya : c'est la base normale au niveau du sol, qui réunit normalement des centaines de personnes. Comme toutes les constructions humaines sont fondées sur une pinya, il n'est pas nécessaire de le préciser dans leur dénomination.
- Folre : c'est la base située au deuxième étage, elle est construite sur le modèle de la base principale (la pinya). On la mentionne dans le nom de la construction lorsqu'on l'utilise.
- Manilles : c'est la base située au troisième étage. On la mentionne dans le nom du castell lorsqu'on l'utilise.

### État d'avancement d'une construction humaine
Les castells peuvent être totalement ou partiellement complétés. Trois termes nous indiquent l'état d'une construction :
- Descarregat (déchargé) : le castell a atteint le sommet puis a été démonté avec succès.
- Carregat (chargé) : le castell a atteint le sommet mais s'est écroulé lors du démontage.
- Intent (essai) : le castell n'a pas atteint le sommet.

### Exemples de dénomination
- Pilar de sis[1] : une personne par étage dans un castell de six étages. Sans précisions particulières, on présuppose d'une part que la construction a une première base (pinya), et d'autre part qu'elle a été démontée avec succès (descarregat).

- Torre de set[2] : deux personnes par étage dans un castell de sept étages.

- Cinc de nou amb folre[3] : cinq personnes par étage dans un castell de neuf étages construit sur le schéma d'une deuxième base (folre).

- Quatre de vuit amb l’agulla[4] : quatre personnes par étage dans un castell de huit étages, avec un pilar de six étages à l'intérieur (agulla).

- Tres de deu amb folre i manilles[5] : trois personnes par étage dans un castell de dix étages avec une deuxième base (folre) et une troisième (manilles).

Le castell est une architecture humaine au sein de laquelle les participants peuvent adopter des positions spécifiques auxquelles les contraintes de cet article ne permettent pas de nous référer. L'objet de l'information proportionnée sera délibérément limité à fournir une vision générale de la terminologie et une connaissance basique afin de mieux comprendre les castells.

## Histoire

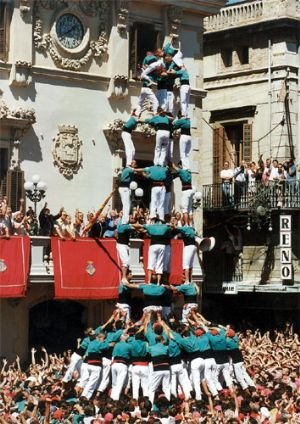
Premier cinc de nou amb folre descarregat des Castellers de Vilafranca.

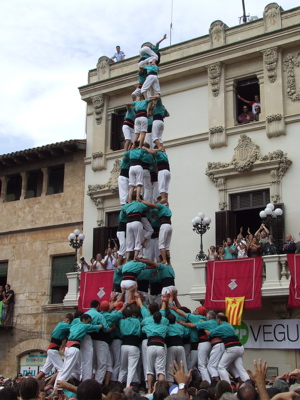
Quatre de nou amb folre i l'agulla (1/2), par les Castellers de Vilafranca.

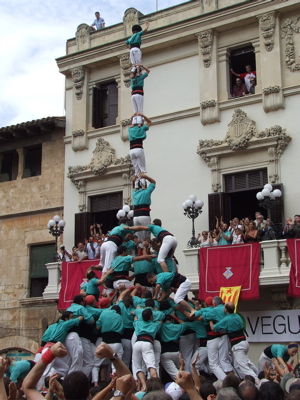
Quatre de nou amb folre i l'agulla (2/2), par les Castellers de Vilafranca.

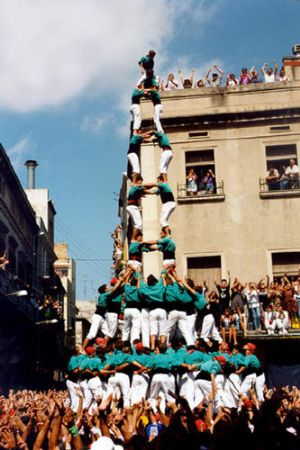
Première torre de nou amb folre i manilles descarregada des Castellers de Vilafranca.

Les Castellers de Vilafranca sont créés en 1948 par Oriol Rossell, qui en est le premier cap de colla (mentor du groupe). Leurs débuts sont marqués par le succès des premiers castells comptant sept étages, et par le développement d'un réseau de contacts avec les autres organisations de l'époque construisant des castells. Les premiers caps de colla sont Oriol Rossell (1948-1952) et Ramon Sala (1953-1955), la couleur de la chemise est d'abord rosé, puis rouge.
En 1956, l'organisation demeure presque inactive en raison de ses divisions internes. Sa réorganisation en 1957 est symbolisée par la nouvelle couleur verte donnée à sa chemise. De 1957 à 1968, les castellers parviennent à bâtir des constructions humaines de sept étages, parmi lesquelles il faut remarquer la construction du cinc de set. De 1969 à 1974, le groupe réalise un saut qualitatif très important en achevant la torre de set et les premières constructions de huit étages : le quatre de vuit, le tres de vuit, le pilar de sis et la torre de vuit amb folre. En 1972, il remporte le concours bisannuel de castells de Tarragone. Ces années sont marquées de l'empreinte de l'ensemble des caps de colla de l'époque : Josep Pedrol (1957-1959), Carles Domènech (1960-1961), Joan Bolet (1962-1963), Gabi Martínez (1964-1969), Lluís Giménez (1970-1973) et Gabi Martínez à nouveau (1974).
En 1975, l'organisation opère une restructuration interne majeure : d'une direction presque exclusivement assurée par le cap de colla, elle passe à une direction collégiale assurée par une équipe technique. L'année 1981 introduit de nouveaux changements : il est décidé que les membres du groupe ne seront plus payés individuellement. Ceci provoque une scission.
Entre les années 1975 et 1982, malgré toutes les difficultés, le groupe maintient le niveau des constructions à huit étages. 1983 et 1984 sont des années de récupération et de consolidation des castells de huit étages basiques. Mais un tournant se produit en 1985, lorsque le cinc de vuit est descarregat, ouvrant ainsi la voie vers des constructions à neuf étages avec folre : en 1987, le groupe charge ses premiers tres et quatre de nou amb folre, constructions qu'il parvient à décharger en 1989 pour le tres de nou amb folre et en 1990 pour le quatre de nou amb folre. De 1975 à 1994, Carles Domènech est le cap de colla.
Le groupe connait une ère de succès entre les années 1995 et 2004. Au cours de ces années, le groupe assure les meilleures prouesses : décharger la torre de nou amb folre i manilles, le pilar de set amb folre, le pilar de vuit amb folre i manilles (le premier du XXe siècle), le quatre de vuit amb l'agulla (le premier du XXe siècle), le quatre de nou amb l'agulla (le premier dans l'histoire des castells), le cinc de nou amb folre, le quatre de nou et le tres de deu amb folre i manilles (le premier dans l'histoire des castells). Il faut ajouter que, au cours de ces années, le groupe a remporté le concours de castells de Tarragone en 1996, 1998, 2002 et 2004. En 2005, le groupe charge la torre de nou amb folre, considérée comme la construction humaine la plus difficile réalisée jusqu'à présent.
Francesc Moreno « Melilla » est le cap de colla entre 1995 et 2003, puis Lluís Esclassans entre 2004 et 2007. David Miret est élu cap de colla en décembre 2007.

### Castellsachevés
Tout au long de leur histoire, les Castellers de Vilafranca ont réalisé et réussi la plupart des castells présentés jusqu'à présent. Ci-après se trouve la liste de ces constructions humaines et la date à laquelle elles ont été chargées ou déchargées pour la première fois :
| Castell                                                     | Carregat   | Descarregat |
| ----------------------------------------------------------- | ---------- | ----------- |
| Torre de vuit neta                                          | 01/11/1999 | 01/11/2010  |
| Set de set                                                  |            | 23/05/2010  |
| Cinc de vuit amb l'agulla                                   |            | 03/10/2009  |
| Tres de nou amb folre i agulla                              |            | 31/08/2009  |
| Cinc de set amb agulla                                      |            | 19/04/2008  |
| Tres de vuit amb agulla                                     |            | 29/10/2006  |
| Torre de vuit amb folre i pilar de set amb folre simultanis |            | 31/08/2006  |
| Torre de nou amb folre                                      | 30/08/2005 |             |
| Quatre de nou                                               | 01/11/2002 |             |
| Dos pilars de sis simultanis (un de carregat)               |            | 31/08/2001  |
| Quatre de nou amb folre i tres de nou amb folre simultanis  |            | 31/08/2001  |
| Tres de deu amb folre i manilles                            | 15/11/1998 |             |
| Cinc de nou amb folre                                       | 30/08/1997 | 01/11/1997  |
| Pilar de vuit amb folre i manilles                          | 31/08/1995 | 28/09/1997  |
| Sis de set                                                  |            | 21/01/1997  |
| Quatre de nou amb folre i agulla                            | 01/11/1995 | 01/11/1996  |
| Tres de set amb l'agulla                                    |            | 10/08/1996  |
| Quatre de vuit amb l'agulla                                 |            | 08/10/1995  |
| Pilar de set amb folre                                      | 14/05/1995 | 01/10/1995  |
| Torre de nou amb folre i manilles                           |            | 30/08/1995  |
| Quatre de nou amb folre                                     | 01/11/1987 | 01/11/1990  |
| Tres de nou amb folre                                       | 31/08/1987 | 30/08/1989  |
| Nou de set                                                  |            | 11/12/1988  |
| Cinc de vuit                                                |            | 30/08/1985  |
| Torre de vuit amb folre                                     | 12/10/1973 | 17/11/1974  |
| Tres de vuit                                                | 01/10/1972 | 30/08/1974  |
| Tres de set aixecat persota                                 |            | 25/11/1973  |
| Pilar de sis                                                | 19/12/1971 | 30/08/1972  |
| Quatre de vuit                                              | 12/10/1969 | 30/08/1971  |
| Torre de set                                                |            | 24/08/1969  |
| Cinc de set                                                 | 30/08/1965 | 26/09/1965  |
| Quatre de set amb l'agulla                                  | 31/08/1953 | 05/08/1954  |
| Tres de set                                                 |            | 31/08/1949  |
| Quatre de set                                               |            | 31/08/1949  |
| Torre de sis                                                |            | 16/06/1949  |
| Pilar de cinc                                               |            | 14/09/1948  |
| 1. 2. 3. 4.                                                 |            |             |

## Organisation

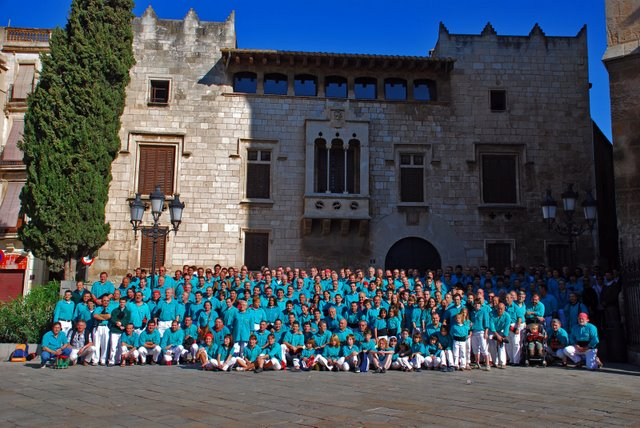
Photo des Castellers de Vilafranca.

Les organes directeurs des Castellers de Vilafranca se répartissent les tâches en deux domaines, le technique (pour l'Équipe technique) et l'administratif (pour le Comité directeur).
L'Équipe technique s'occupe de tous les aspects relatifs à la construction des castells. Le plus haut responsable en est le cap de colla. Il est assisté par le vice-cap de colla et deux assistants techniques. De ce noyau découlent trois équipes : l'équipe des enfants (responsable des enfants qui couronnent les constructions), l'équipe des peus, folres i manilles et l'équipe médicale et sportive. Chacune est à la fois responsable de la logistique, de l'information technique et de l'entraînement physique.
Le Comité directeur, de son côté, s'occupe de l'administration. Il est responsable de la préservation du patrimoine du groupe, et sa tâche principale est de le représenter publiquement. Le plus haut responsable en est le président, assisté d'un secrétaire et de cinq vice-présidents chargés eux-mêmes de cinq directions : la direction sociale, la direction économique, la direction institutionnelle, la direction d'infrastructures et la direction de marketing et médias.
Le groupe compte également trois comités consultatifs : les Relations internationales, le Service juridique et le Conseil des Sages.

### Organigramme actuel

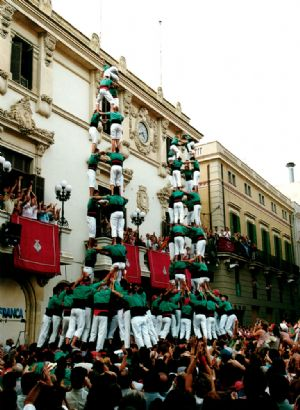
Seul tres et quatre de 9 amb folre descarregats simultanés dans l'histoire, par les Castellers de Vilafranca.

#### Équipe technique
- Cap de colla : David Miret i Rovira
- Vice-cap de colla : Toni Bach i Lleal
- Assistants : Jordi Colomera i Salla, Joan Badell i Roses

#### Comité directeur
- Président : Miquel Ferret i Miralles
- Secrétaire : Joan Vendrell i Olivella
- Vice-président social : Àlex Sánchez-Granados
- Vice-président économique : Miquel Ropero i Ventosa
- Vice-président relations institutionnelles : Xavier Escribà i Vivó
- Vice-président infrastructures : Joan Mestres i Arnan
- Vice-président marketing et médias : Francesc Bou i Pijoan

#### Comités consultatifs
- Relations internationales :
- Service juridique :
- Conseil des Sages :

## Cal Figarot, le siège social

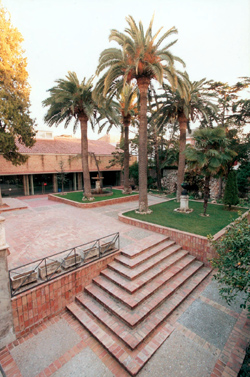
Jardin de Cal Figarot, siège social des Castellers de Vilafranca.

Le siège social des Castellers de Vilafranca se trouve Cal Figarot, Casa Via Raventós, à Vilafranca del Penedès. Le bâtiment, acquis en 1983, a été construit en 1888. Il s'agit d'un bâtiment néogothique, œuvre de l'architecte August Font i Carreras, qui incorpore pour la première fois à Vilafranca del Penedès des éléments médiévaux au sein d'une construction privée. L'architecture du balcon, des escaliers principaux, et des quelques salles intérieures et, surtout, son magnifique jardin intérieur — véritable centre de l'activité de l'association — sont à souligner. En 1998, le groupe acquiert l'entrepôt adjacent de 600 m2, qui a été réhabilité et intégré au jardin du bâtiment. Le groupe dispose d'autres dépendances, comme une salle de gymnastique, un secrétariat, des salles polyvalentes et un restaurant-cafétéria.

## LesCastellers de Vilafrancadans le monde

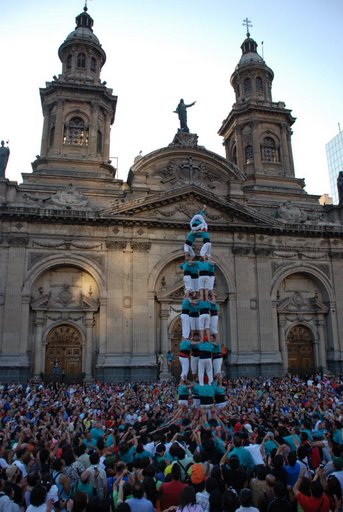
Quatre de vuit à Santiago de Chile, par les Castellers de Vilafranca.

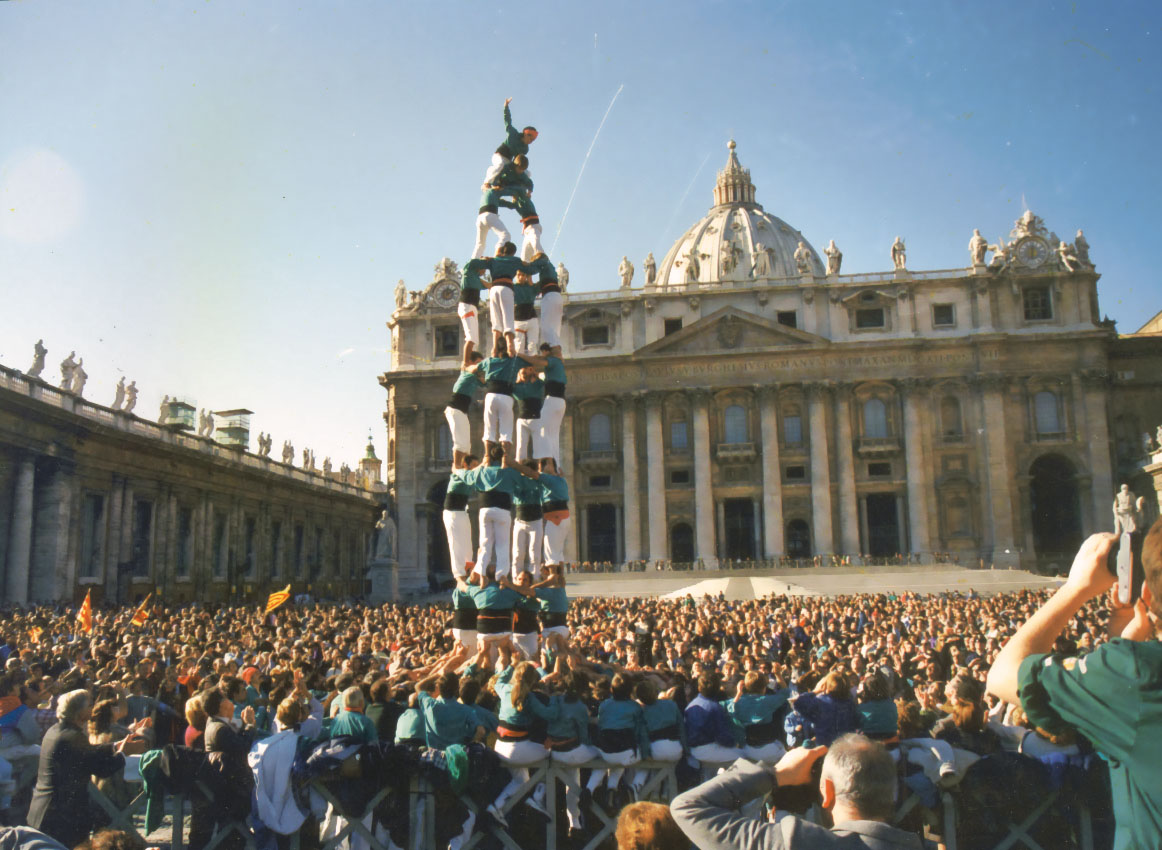
Quatre de vuit à la Cité du Vatican, par les Castellers de Vilafranca.

Les Castellers de Vilafranca ont été, dans leur domaine, l'un des groupes les plus actifs au niveau international. Ils ont assuré des représentations :
- en France (1973), à la Fête de l'Humanité[6], organisée par le journal l'Humanité, à Paris ;
- en Suisse (1978), à la Quinzaine catalane de Genève ;
- en Italie (1978), avec des représentations à Alghero et à Sasser (Sardaigne) ;
- au Portugal (1982), et particulièrement à Lisbonne, Cintra, Estoril, Coimbra et Porto ;
- en Italie (1984), avec des représentations à Pise, Sienne, Rome, la Cité du Vatican et Florence ;
- en France (1987), à Béziers ;
- en Italie (1988), en commémoration du Millénaire de la Catalogne, et avec des représentations à Pise, la Cité du Vatican et Rome ;
- au Pays basque (1990), avec des représentations à Bergara, Antzuola, Zumarraga et Urretxo ;
- en Italie (1990), cette fois dans le Nord : Feltre (palio), Niccia et Melere (localités de la municipalité de Trichiana) et Venise ;
- en France (1991), avec des représentations à Toulouse, dans le cadre de l'Aplec Internacional de la Sardana, et à Carcassonne ;
- au Luxembourg et en Allemagne (1991), avec des représentations à Luxembourg, Moers, Wolfenbüttel, Hanovre, Berlin et Francfort ;
- en Espagne (1992), lors de l'Exposition universelle[7], au cours de la Journée consacrée à la Catalogne ;
- en Espagne (1993), à Saint-Jacques-de-Compostelle, dans le cadre des actes du Xacobeo'93[8] ;
- en tournée dans cinq pays (1993): France (Marseille), Italie (Lecco, Melzo, Bergame), Slovénie (Ljubljana, Postojna, Otocêc, Novo Mesto, Črnomelj), Autriche (Klagenfurt) et Monaco ;
- en France (1993), à Paris, Villeurbanne, Lyon et en Poix de Picardie ;
- en Italie (1994) pour la cinquième fois (Venise, Mestre), dans le cadre du Carnaval de Venise ;
- aux Pays-Bas et en Belgique (1994), avec des représentations à Amsterdam, Enschede, Aalten, Almelo, Emmen et Bruxelles ;
- en Espagne (1995), en Navarre, avec des représentations à Tudela ;
- au Danemark (1996), à Copenhague et à Holte ;
- en 1996 en France (Metz), aux Pays-Bas (Maastricht) et en Belgique (Bree) ;
- en Espagne (2002), à Salamanque ;
- en France (2004), avec des représentations à Dunkerque ;
- en Allemagne (2007), dans le cadre de la Foire du livre[9] célébrée à Francfort ;
- au Chili (janvier 2008), représentation accordant à l'équipe le label du premier groupe de castells assurant une performance au sein de l'hémisphère Sud ;

Les Castellers de Vilafranca ont également assuré une représentation au cours de la Cérémonie d'ouverture des XXVèmes Jeux Olympiques de Barcelone en 1992, jouissant à cette occasion d'une audience inédite ;
Le groupe a assuré une représentation lors de la cérémonie célébrée à l'occasion de la présentation mondiale du roman de Noah Gordon The Bodega, à Vilafranca del Penedès (2007) ;
Les Castellers de Vilafranca ont étendu la pratique des castells dans les Pays catalans :
- représentations dans les Pyrénées-Orientales : à Perpignan (1970, 1977, 1982 (Fête de l'Union sportive arlequins de Perpignan[11]), 1989 (Fête des Mules) et 1997), à Toluges (1970, Fête de la Paix et de la Trêve), à Collioure (1984), à Banyuls de la Marenda (1986), à Vilafranca de Conflent (1985, 1988 et 1989), au monastère de Sant Miquel de Cuixà (1985) et à Prada de Conflent (1988, Université Catalane d'Été) ;

- quatre représentations à Andorre : à Encamp (1971), à Andorra la Vella et à Sant Julià de Lòria (1976, dans le cadre des actes du Congrès de Culture catalane[12]), à Escaldes et, ensuite, de nouveau à Andorra la Vella (1983) et à Escaldes (1985) ;

- deux tournées dans la Communauté valencienne : la première en 1979 dans la région de la Ribera del Xúquer, avec des représentations à Carcaixent, au monastère d'Aigües Vives, à Sueca, à Cullera, à Algemesí et à Xàtiva, devant la maison du chanteur Raimon ; la deuxième en 1981 à Alcoi, à Benidorm et à Alacant. En plus de ces deux tournées, les Castellers de Vilafranca ont assuré une représentation à Carcaixent (1985) et à Algemesí (1993) ;

- ils ont également assuré une représentation à Alghero (1978), en Sardaigne ;

- ils ont assuré une représentation à Palma (1980), aux Îles Baléares.

## Participations au concours decastellsde Tarragone
Les Castellers de Vilafranca ont remporté le concours bisannuel de castells de Tarragone à huit reprises : en 1972, 1996, 1998, 2002, 2004, 2006, 2008, 2010, 2012, 2014 et 2016.

## Galerie de photos

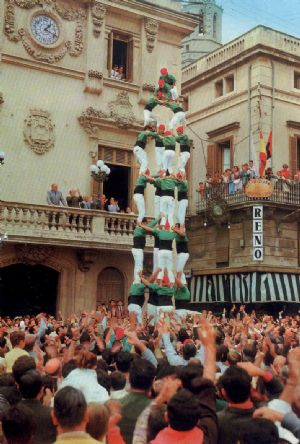
Premier quatre de vuit carregat des Castellers de Vilafranca, 12/10/1969.
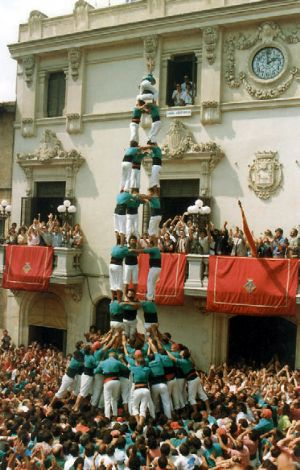
Premier tres de nou descarregat des Castellers de Vilafranca, 30/08/1989.
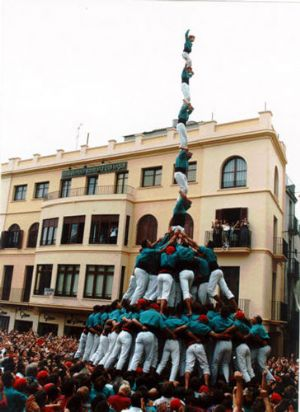
Premier pilar de vuit descarregat dans l'histoire, par les Castellers de Vilafranca, 28/09/1997.
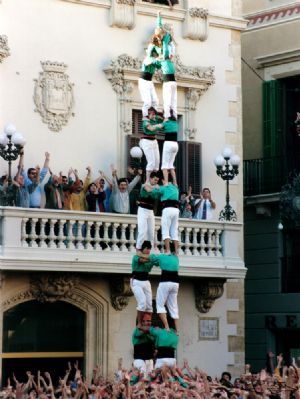
Première torre de vuit sense folre carregada dans l'histoire, par les Castellers de Vilafranca, 01/11/1999.
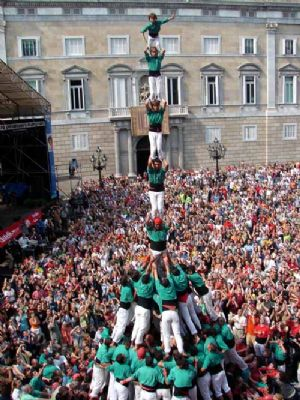
Premier pilar de vuit amb folre i manilles descarregat à Barcelone,  Castellers de Vilafranca, 25/09/2005.
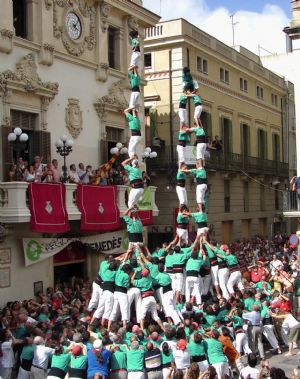
Premiers torre de vuit amb folre et pilar de set amb folre descarregats simultanés dans l'histoire, par les Castellers de Vilafranca, 31/08/2006.
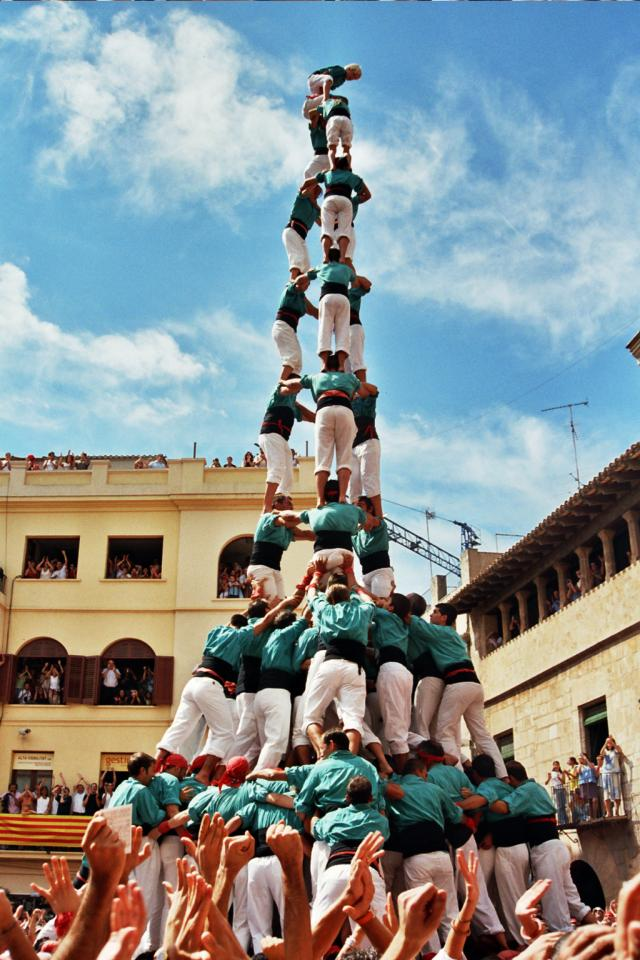
Tres de deu amb folre i manilles par les Castellers de Vilafranca.
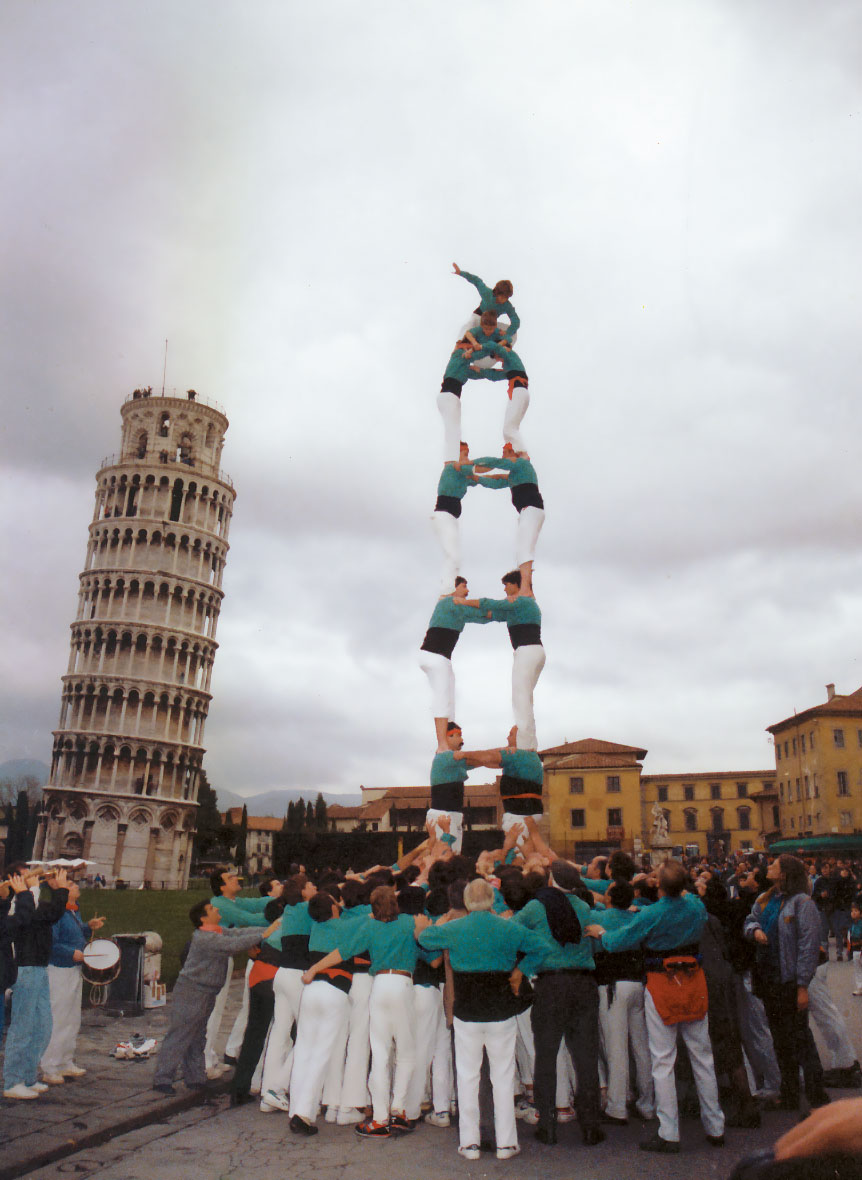
Torre de set à Pise, par les Castellers de Vilafranca, 1988.
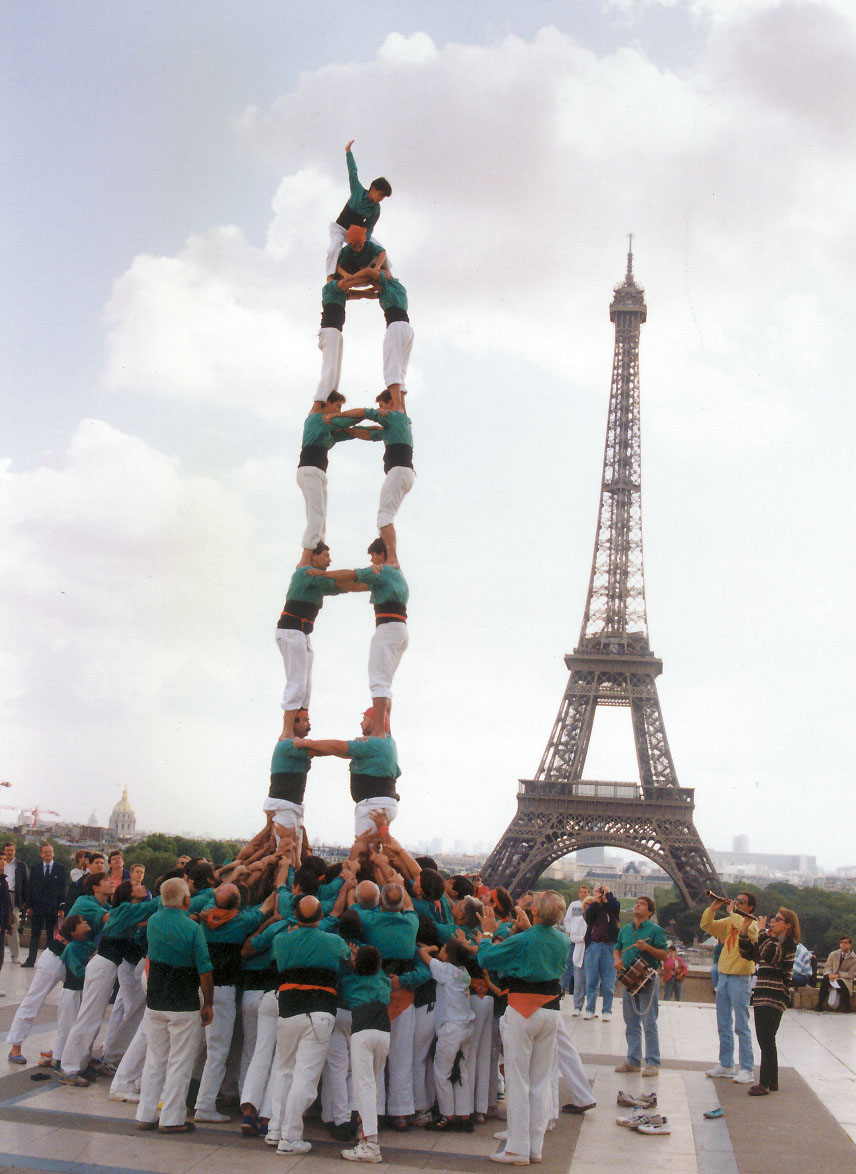
Torre de set à Paris, par les Castellers de Vilafranca, 1993.
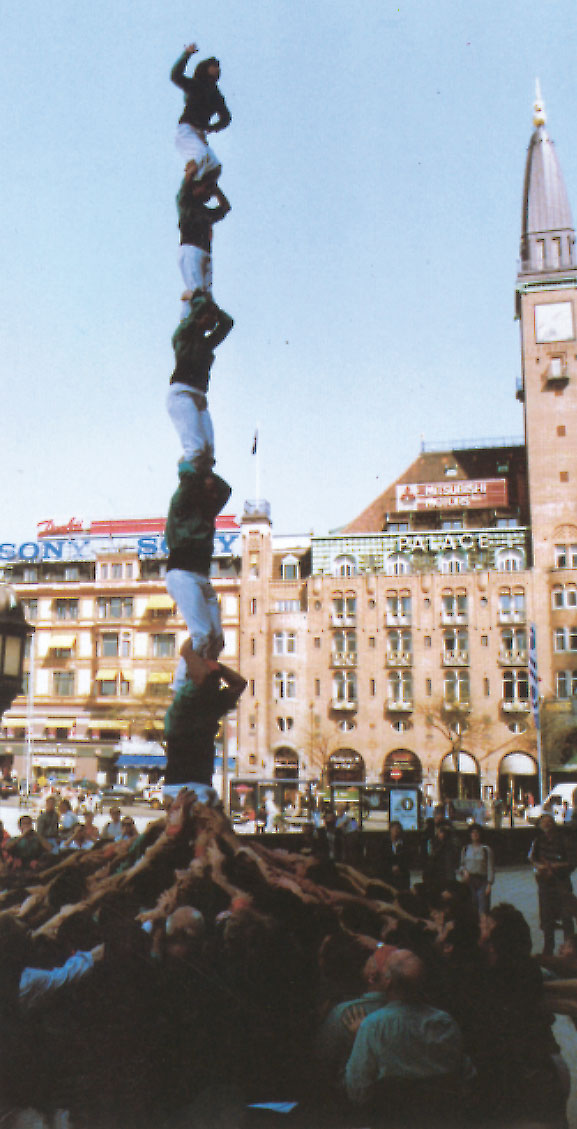
Pilar de sis à Copenhaguen, par les Castellers de Vilafranca, 1996.